# Шеймас
Шеймас (англ. Shamus) — американский кинофильм 1973 года режиссёра Базза Кьюлика с Бёртом Рейнольдсом и Дайан Кэннон в главных ролях. Слово «шамус» на идише означает «сыщик».

## Сюжет
Частный детектив из Нью-Йорка Шеймас Маккой вызывается в дом Хьюма, эксцентричного торговца алмазами, и получает задание вернуть украденные алмазы. Его расследованию мешают на каждом шагу, но только когда банда головорезов избивает его, чтобы отвадить от работы, он понимает, что затеялось что-то действительно опасное. При помощи своего друга Спринги, а также Алексис Монтень, сестры владельца ночного клуба, Маккой узнаёт правду об ограблении. След ведет к армейскому полковнику по имени Хардкор, который находится в сговоре с братом Алексис, а затем замыкает круг к Хьюму, который всё это время стоял за заговором.